# Helostoma
Helostoma is een geslacht van straalvinnige vissen uit de familie van de Helostomatidae (Zoengoerami's).

## Soort
- Helostoma temminckii Cuvier, 1829